# Coming Over
Coming Over è il secondo singolo in lingua giapponese della boy band sudcoreana-cinese Exo, pubblicato il 7 dicembre 2016.

## Tracce
1. Coming Over – 3:21 (testo: Amon Hayashi (Digz Inc.) – musica: Andreas Öberg, Darren Smith, Drew Ryan Scott, Sean Alexander)
2. Tactix – 3:43 (testo: Kamikaoru (カミカオル) – musica: Hanif Sabzevari, Daniel Kim)
3. Run This – 3:23 (testo: Amon Hayashi (Digz Inc.) – musica: Mark Alvin Thompson, David Anthony Eames)